# Richland (New York)
Richland è un comune degli Stati Uniti d'America, situato nello stato di New York, nella contea di Oswego.